# Плен
„Плен“ (на турски: Esaret) е драматичен турски телевизионен сериал, продуциран от Karamel Yapım. Първи епизод е показан на 21 ноември 2022 г. Режисьори са Айхан Йозен и Серкан Мут, по сценарий на Башак Язъ Одасъ. Главните роли се изпълняват от Дженк Торун и Махасин Мерабет.

## Актьорски състав
- Дженк Торун – Орхун Демирханлъ
- Махасин Мерабет – Хира Демирханлъ
- Али Яъз Дурмуш – Кенан Чевик
- Мелехат Абасова - Афифе Демирханлъ
- Ямур Челик – Нуршах Демирханлъ
- Синем Карачобан – Нефес Чевик
- Хилял Анай – Мерием
- Бюлент Ергюн – Решит
- Есра Демирджи – Фериха
- Зеки Оджак – майстор Якуп
- Фулия Йозджан – Халисе
- Уур Далмъш – Явуз
- Мустафа Шимшек – Шефкет
- Ярен Йълдъръм – Еда
- Первин Мерт – Перихан
- Мустафа Джан Саваш – Али (Аличо)
- Башак Дурмаз – Вуслат
- Йонджил Актаръджъ – Асие
- Гьозде Ердем – Гюлнур
- Хазал Ташбек – Шебнем
- Селин Йелери – Харика Ташкън
- Гамзе Ярка – Саадет Ероолу
- Мерт Абидин Йерли - Йекта

## Излъчване
| Сезон | Епизоди | Начало на сезона  | Край на сезона | Всички епизоди | ТВ сезон    | ТВ Канал | Дата и час                                      |
| ----- | ------- | ----------------- | -------------- | -------------- | ----------- | -------- | ----------------------------------------------- |
| 1     | 160     | 21 ноември 2022   | 21 юли 2023    | 1 – 160        | 2022 – 2023 | Kanal 7  | всеки делничен ден (19:00)                      |
| 2     | 218     | 11 септември 2023 | 10 юли 2024    | 161 – 378      | 2023 – 2024 | Kanal 7  | всеки делничен ден (19:00)                      |
| 3     | 179     | 5 октомври 2024   | 14 юли 2025    | 379 – 557      | 2024 – 2025 | Kanal 7  | всеки уикенд (19:00)/всеки делничен ден (21:20) |

## Излъчване в България
| Сезон | Епизоди | Начало на сезона | Край на сезона | Всички епизоди | ТВ сезон    | ТВ канал | Дата и час                 |
| ----- | ------- | ---------------- | -------------- | -------------- | ----------- | -------- | -------------------------- |
| 1     | 207     | 24 юни 2024      | 17 април 2025  | 1 – 207        | 2024 – 2025 | bTV      | всеки делник (15:00)       |
| 2     | 275     | 22 април 2025    | 2026           | 208 – 482      | 2025 – 2026 | bTV      | всеки делник (15:00/16:00) |

## В България
В България сериалът започва на 24 юни 2024 г. по bTV. Дублажът е записан в студио „Медиа Линк“. Ролите се озвучават от Мина Костова, Росица Александрова, Милена Живкова, Любомир Младенов и Мартин Герасков.